# Eriosema tessmannii
Eriosema tessmannii är en ärtväxtart som beskrevs av Baker f. och Haydon. Eriosema tessmannii ingår i släktet Eriosema och familjen ärtväxter. Inga underarter finns listade i Catalogue of Life.